# Once Again (John Legend)
Once Again è il secondo album in studio del cantante Soul/R&B John Legend, pubblicato il 24 ottobre 2006.

## Descrizione
L'album è stato anticipato dal singolo Save Room, che contiene un campionamento del brano del 1968 Stormy dei The Classics IV, gli altri singoli estratti sono Heaven, P.D.A. (We Just Don't Care) e Stereo.
L'album è stato certificato disco di platino dalla RIAA, dopo aver venduto più di 1 milione di copie. John Legend è coautore e coproduttore di gran parte dell'album, collaborando con Kanye West, will.i.am, Raphael Saadiq e molti altri.

## Tracce
1. Save Room – 3:59
2. Heaven – 3:57
3. Stereo – 4:19
4. Show Me – 5:10
5. Each Day Gets Better – 4:01
6. P.D.A. (We Just Don't Care) – 4:38
7. Slow Dance – 4:53
8. Again – 4:24
9. Maxine – 4:39
10. Where Did My Baby Go – 5:03
11. Maxine's Interlude – 1:50
12. Another Again – 5:20
13. Coming Home – 5:22
14. King & Queen (feat. Mary J. Blige & Jack) (International bonus track) – 3:47
15. Out Of Sight (International bonus track) – 4:13
16. Don't Let Me Be Misunderstood (International bonus track) – 5:13